# Bezručova Opava
Bezručova Opava je kulturní multižánrový festival pořádaný každoročně ve slezském městě Opavě. První ročník se konal v roce 1958 a festival se tak řadí k vůbec nejstarším na území Česka. Jméno festivalu je odvozeno od slavného opavského rodáka a slezského barda Petra Bezruče, který je znám především jako autor básnické sbírky Slezské písně.

## O festivalu
Od 41. ročníku Bezručovy Opavy v roce 1998 je pro festival zvoleno sjednocující téma (Opava v Evropě, Evropa v Opavě nebo S humorem do nového tisíciletí), na které umělci směřují svůj projev. Za svou historii prošel festival několika obměnami a v dnešní době je možno v jeho rámci navštívit mnoho různých projektů z oblastí od výtvarného umění a literatury přes film, divadlo nebo hudbu až po happeningy nejrůznějších druhů. V době konání festivalu je možné si také zajít na besedu nebo přednášku na dané téma. Hosty festivalu bývají čeští, ale i zahraniční umělci a v programu bývají často zařazeny projekty vytvořené přímo na zakázku festivalu. V minulosti byli hosty festivalu například cestovatel Miloslav Stingl, filmař Jan Švankmajer, kapela Tata Bojs nebo hudebník Ilja Hurník. Na festivalu se také podílejí studenti a kantoři opavských základních i středních uměleckých škol.

### Ročník 2014 –Návraty ke kořenům
V roce 2014 se poprvé v rámci Bezručovy Opavy objevila tatérská show, která byla v dřívějších letech v Opavě pravidelně pořádaná jako samostatná akce Tattoo Silesia. Tato tetovací show se konala v netradičních prostorách kostela svatého Václava v centru Opavy.

### Ročník 2015 –Pravda vítězí! (Někdy vyděsí)
Název posledního ročníku festivalu odkazuje na fenomén pravdy a lži v našich životech, dějinách a sportu. Téma je zaměřeno na osobnosti z českých i světových dějin a kultury – Jana z Arku, Jan Hus, Karel Kryl. Na hudebních scénách festivalu se představí kapela Traband, Bratři Ebenové nebo multiinstrumentalista Jiří Stivín. Mezi ostatními účinkujícími na festivalu vystoupí se svými uměleckými projekty také herci Josef Somr, Jaroslav Dušek, Zora Jandová a Milan Markovič.

## Přehled témat jednotlivých ročníků
Prvních 40 ročníků nemělo žádné jednotící téma. Od 41. ročníku se Bezručova Opava věnovala těmto temátům:
| - 41. – 80. výročí založení První republiky (1998) - 43. – Na konci milénia (2000) - 45. – Průniky a paralely současného umění (2002) - 47. – Žena v umění (2004) - 49. – Dítě v nás (2006) - 51. – Mýty a legendy (2008) - 53. – Láska – nekonečný příběh (2010) - 55. – Magie umění a čaroděná moc krásy (2012) - 57. – Návraty ke kořenům (2014) - 59. – Člověk mezi uměním a vědou (2016) | - 42. – Pocty a chvály (1999) - 44. – S humorem do nového tisíciletí… (2001) - 46. – Opava v Evropě > < Evropa v Opavě (2003) - 48. – Svět v divadle (2005) - 50. – Evropská duha nad bílým městem (2007) - 52. – Mezi námi zvířaty (2009) - 54. – Vesmíry vnitřní, vesmíry vnější (2011) - 56. – Cesty kolem světa (2013) - 58. – Pravda vítězí! (Někdy vyděsí) (2015) |